# Pezodrymadusa diffusa
Pezodrymadusa diffusa är en insektsart som först beskrevs av Willy Adolf Theodor Ramme 1951.  Pezodrymadusa diffusa ingår i släktet Pezodrymadusa och familjen vårtbitare. Inga underarter finns listade i Catalogue of Life.